# Facsar-rózsa
A Facsar-rózsa (Rosa facsarii) a rózsafélék (Rosaceae) családján belül a rózsa (Rosa) növénynemzetségbe tartozó faj, melyet 2010-ben írtak le Pomáz mellől, s Facsar Géza botanikusról neveztek el.

## Előfordulása
Magyarország bennszülött (endemikus) rózsafaja. Jelenlegi ismereteink alapján Pomáznál, Dunabogdánynál és Diósdnál vannak populációi.

## Jellemzése
Magas cserje (2–2,5 m körüli) kevés tő- és gyökérsarjjal (kevéssé tarackol). Ágain csak erős, széles alapú, oldalról lapított tüskék fejlődnek: az ívesen hajlítottól a horgasig (90˚-ban görbült). Lombozata tavasszal erősebben zöldalma illatú, míg nyár közepén a terpentin illat az erősebb.
Levelei többnyire 5 tagúak. Levélkéi aprók, oválisak (ritkábban kerekdedek), ék vagy lekerekített vállúak, csúcsuk hosszan kihegyezett. Levélkeszélük kétszeresen mirigyesen fűrészes. Levélkefonákuk dúsan mirigyes és kopasz, csak a főéren ritkásan szőrös. Sok levele a levélkeszínén is mirigyes, de nem mindegyik. Levélgerince tüskés és mirigyes, néha röviden-ritkásan szőrös. A pálhák által közrefogott levélgerinc-része gazdagon tüskés és mirigyes. A pálha fonáka gazdagon mirigyes, a pálha csúcsa hosszan kihegyezett. Murvalevele nagy, takarja a kocsányokat, fonákának csúcsi része mirigyes.
Virága fehér, 4,5–5,5 cm átmérőjű. Kocsánya ritkásan nyeles-mirigyes vagy mirigytelen, rövid (a termés hosszát nem éri el). A vacok hosszúkás-tojásdad. A csészelevelei keskenyek, gazdagon mirigyesek és nyeles-mirigyesek, illetve sok sallangúak (sallangjai szintén mirigyesek). Csészelevelei visszahajlók és korán lehullók.
Termése közepesen nagy (14–20 mm hosszú, 9–12 mm széles), ovális (a középsők és a magánosak), a szélsők körte alakúak. Diszkusza kissé vagy erősebben domború. Bibéi kissé kiemelkedők (0,5–1 mm hosszú oszlop), gyapjas.
Aszmagjai az érett csipkebogyóból kifejtve csak 1 évig elfekvők (átfekvők), már a következő évben közel 90 %-osan kicsíráznak.